# Diocese de Tuam, Killala et Achonry
Le diocèse de Tuam, Killala et Achonry est un diocèse anglican de l'Église d'Irlande dépendant de la province d'Armagh.
Les cathédrales épiscopales Sainte-Marie de Tuam et Saint-Patrick (en) de Killala sont conjointement le siège de ce diocèse créé en 1834 par réunion de deux diocèses : celui de Killala et Achonry avec celui de Tuam.